# Видеман, Фердинанд Иванович
Фердинанд Иванович Видеман (нем. Ferdinand Johann Wiedemann; 1805, Гапсаль — 1887, Санкт-Петербург) — лингвист, финно-угровед. Академик Санкт-Петербургской академии наук. Был специалистом по эстонскому языку. Издал эстонско-немецкий словарь и Описательную грамматику эстонского языка. Тайный советник (1876).

## Биография

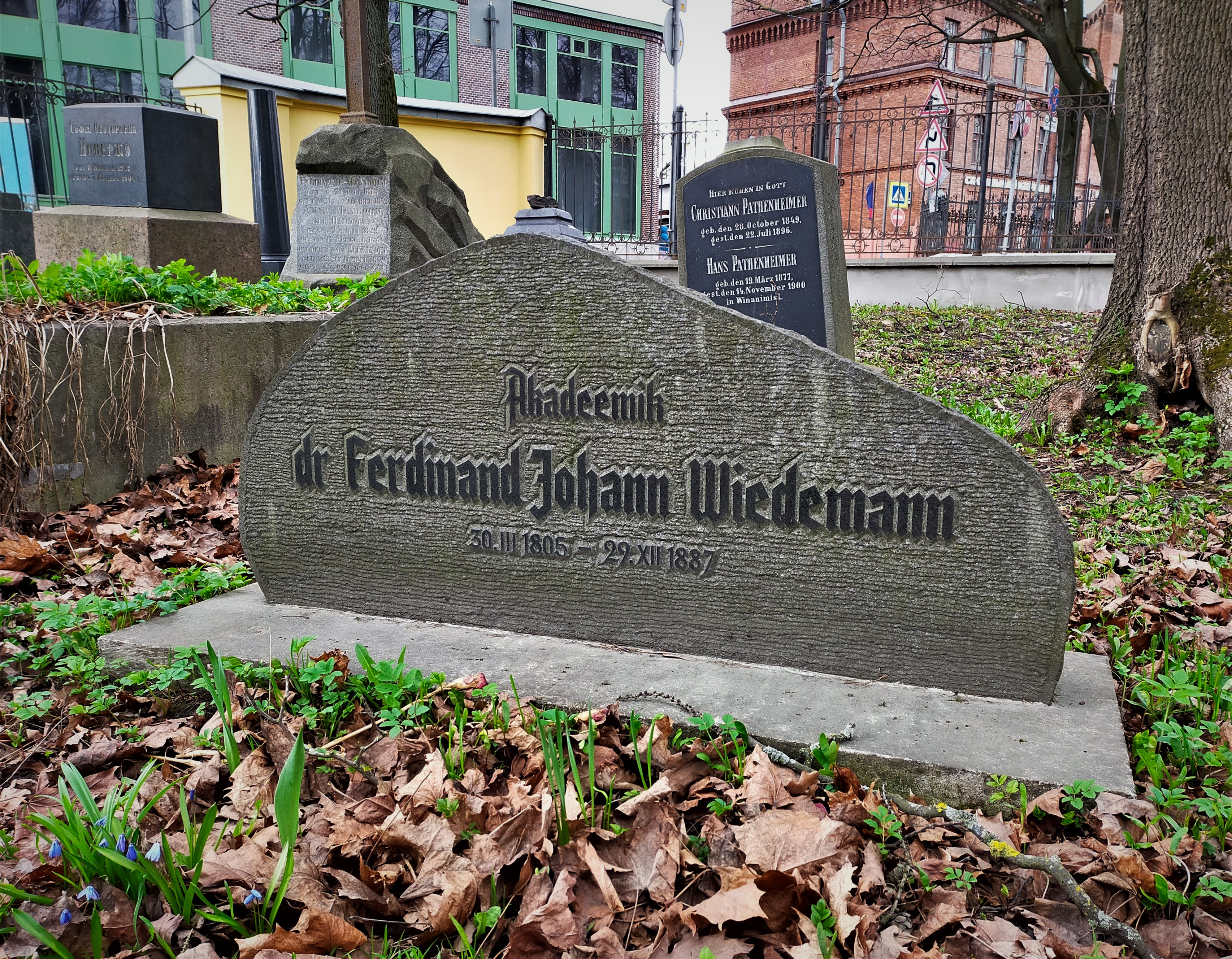
Могила Ф. И. Видемана, Смоленское лютеранское кладбище

Родился 18 (30) марта 1805 года в Гапсале Эстляндской губернии в немецко-шведской семье; его отец — нем. Johann Gottleib Wiedemann был судебным секретарём.
Учился в Ревельской гимназии (1820—1824). В 1824—1826 годах на юридическом факультете Дерптского университета изучал юриспруденцию. Но с самого начала его больше интересовала лингвистика и в 1826—1830 годах он изучал классические языки на филологическом семинаре в Дерпте, а также итальянский, арабский, английский и армянский языки. Поэтому уже в то время приобрёл репутацию полиглота.
В 1830—1837 годах он преподавал древние языки в Митавской гимназии, а затем в Ревельской гимназии (1837—1857). Тогда же он избрал предметом своих занятий изучение недостаточно ещё исследованной семьи финно-угорских языков, к чему он был хорошо подготовлен основательным знанием греческого и латинского языков. В дальнейшем стал одним из известных финно-угроведов.
Уже первые труды его, «Versuch einer Grammatik der syrjänischen Sprache, nach dem in der Uebersetzung des Evangelium Matthär gebrauchten Dialekt» (Ревель, 1847) и «Versuch einer Grammatik der Tscheremissischen Sprache nach dem in der Evangelien-Uebersetzung v. 1821 gebrauchten Dialekte» («Опыт грамматики черемисского языка». — Ревель, 1847), обратили на себя внимание Академии наук, предоставившей автору средства на напечатание их; но особое значение имела его «Grammatik der votjakischen Sprache» (Ревель, 1851), явившаяся почти первым научным трудом в этой области. Вслед за тем Видеман в сотрудничестве с Вебером издал описание остзейской флоры («Beschreibung der phanerorganischen Gewächse Esth-, Liv- und Curlands», Ревель, 1852); особенно ценна в этом труде была лингвистическая разработка местных названий. Все эти труды доставили Видеману одно из первых мест среди немногочисленных исследователей финских языков.
В 1854 году он стал членом-корреспондентом Императорской Санкт-Петербургской академии наук, а в 1857 году получил звание академика. Академия поручила ему разработать оставшиеся после академика А. М. Шёгрена рукописные материалы по грамматике и словарю языка ливов. Посетив районы местожительства ливов, он пополнил пробелы в материалах Шёгрена и издал труд: J. A. Sjögren’s «Livische Grammatik nebst Sprachproben» и «Livisch-deutsches und deutsch-livisches Wörterbuch» (образуют второй том Sjögren’s «Gesammelte Schriften», СПб., 1861), в которых невозможно отделить, где кончаются материалы Шёгрена и где начинаются самостоятельные труды Видемана.
Когда ему было 50 лет, в Ревеле он начал изучать эстонский язык, и продолжил свои исследования в Петербурге.
С 27 декабря 1863 года — действительный статский советник, с 1 января 1876 года — тайный советник. Был награждён орденами: Св. Анны 3-й ст. (1851), Св. Владимира 3-й ст. (1867), Св. Станислава 1-й ст. (1871).
В 1882—1885 годах был директором Азиатского музея в Санкт-Петербурге — крупнейшего востоковедческого центра. Азиатский музей размещался в левом крыле главного здания Академии наук на Университетской набережной, дом № 5.
Хотя он не имел докторской степени по лингвистике и никогда не был профессором Дерптского университета, 30 марта 1866 года он был признан почётным доктором классической лингвистики. В Петербургской академии наук он работал до своей смерти 17 (29) декабря 1887 года. Был похоронен на Смоленском лютеранском кладбище.
В честь Ф. И. Видемана была названа гимназия в Хаапсалу. С 1989 года премия Фердинанда Иоганна Видемана ежегодно присуждается за исследования и преподавание эстонского языка. С 2004 года размер премии установлен в размере 32 тысячи евро.

## Публикации

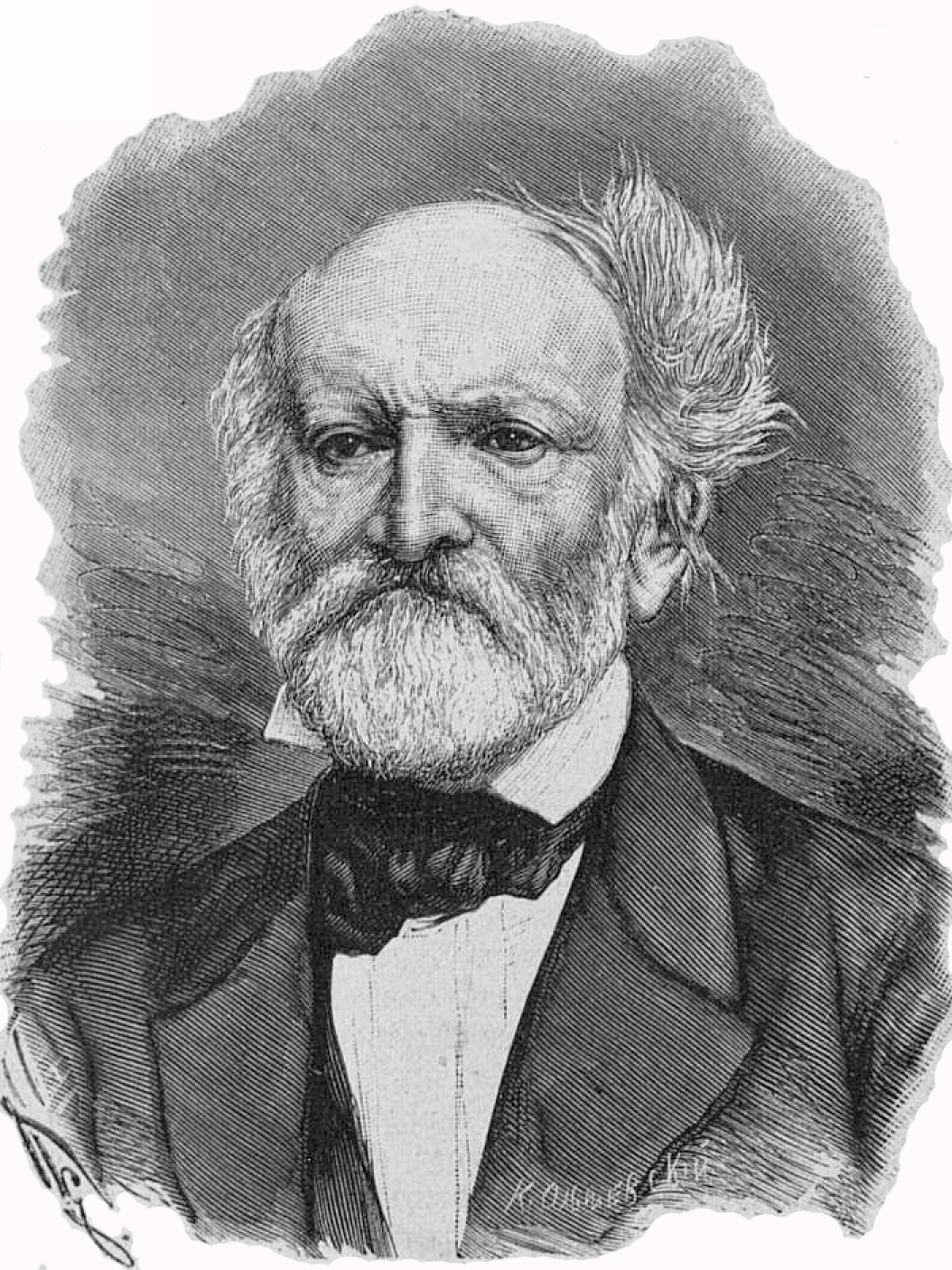
Ф. И. Видеман
(художник Пётр Борель)

- «Versuch einer Grammatik der syrjänischen Sprache, nach dem in der Uebersetzung des Evangelium Matthär gebrauchten Dialekt» (Ревель, 1847);
- «Versuch einer Grammatik der Tscheremissischen Sprache nach dem in der Evangelien-Uebersetzung v. 1821 gebrauchten Dialekte» (Ревель, 1847); («Опыт грамматики черемисского языка»)
- «Grammatik der votjakischen Sprache» (Ревель, 1851);
- «Beschreibung der phanerorganischen Gewächse Esth-, Liv- und Curlands» (Ревель, 1852);
- «Versuch über den werroesthnischen Dialect» (СПб., 1864);
- «Grammatik der ersamordwinischen Sprache nebst einem kleinem mordwinisch-deutschen und deutsch-mordwinischen Wörterbuch» (СПб., 1865); («Грамматика эрзя-мордовского языка»)
- «Esthnischdeutsches Wörterbuch» (СПб., 1869); («Эстонско-немецкий словарь»)
- «Обзор прежней судьбы и нынешнего состояния ливов» (СПб., 1870);
- «О происхождении и языке вымерших ныне курляндских кревинов» Архивная копия от 23 августа 2017 на Wayback Machine (СПб., 1872);
- «Grammatik der esthnischen Sprache, zunächst wie sie in Mittel-Esthland gesprochen wird, mit Berücksichtigung der anderen Dialekte» (СПб., 1875); («Грамматика эстонского языка»)
- «Aus dem inneren und äusseren Leben der Esthen» (СПб., 1876);
- «Syrjänisch-deutsches Wörterbuch, nebst einem wotjakisch-deutschen im Anhange und einem deutschen Register» (СПб., 1880);
- «Grammatik der syrjänischen Sprache, mit Berücksichtigung ihrer Dialekte und des Wotjakischen» (СПб., 1884); («Грамматика зырянского языка»)

## Семья
С 31 декабря 1830 года был женат на Эмилии Соколовской (05.09.1810—17.01.1888). У них родились: 21 октября 1835 года — Johannnes; 14 августа 1837 года — Мария.